# 共产儿童团歌
共产儿童团歌，一首革命历史歌曲，曲调源于苏联少年先锋队队歌《燃烧吧，营火，蓝色的夜晚》，词作者佚名。该曲是共产儿童团的团歌。

## 创作及传唱
《苏联少年先锋队进行曲》，又名“燃烧吧，营火，蓝色的夜晚”（俄语：Взвейтесь кострами, синие ночи!），传作于1922年，在苏联被广泛传唱。20世纪30年代，从苏联归来的中国共产党人把这首歌带回了中国，并重新填词，形成了《共产儿童团歌》，在中央革命根据地等地的儿童团中传唱。
1957年，长春电影制片厂根据共产儿童团的故事拍摄了影片《红孩子》，再现了江西革命根据地的少年儿童与白匪衝突的歷史，《共产儿童团歌》作为影片主题歌传遍了中国大地。